# 年乃索麻遗址
年乃索麻遗址，位于中国青海省刚察县泉吉乡乃索麻村，为青海省市县级文物保护单位，公布日期为1987年7月10日，类型为古遗址。
年乃索麻遗址的历史年代为卡约文化。